# 이탈리아의 총리 목록
이탈리아 공화국의 각료회의 의장 목록으로서 이탈리아 공화국 선포 후 현재까지의 명단으로, 총 30명의 총리와 67개의 내각이 있었다.
첫번째 총리는 알치데 데 가스페리이며, 이탈리아 왕국의 마지막 총리이기도 하다. 1945년 12월부터 1953년 8월까지 총 8번의 내각을 이끌었다.

## 역대 총리 명단
| 대수   | 각료회의 의장 (출생연도~사망연도) | 각료회의 의장 (출생연도~사망연도) | 각료회의 의장 (출생연도~사망연도)    | 임기             | 임기                                                         | 정당                               | 정부 및 구성                                                                                             | 정부 및 구성 | 정부 및 구성 | 의회 (선거) | 공화국 대통령                                                 |
| 대수   | 각료회의 의장 (출생연도~사망연도) | 각료회의 의장 (출생연도~사망연도) | 각료회의 의장 (출생연도~사망연도)    | 취임             | 퇴임                                                         | 정당                               | 정부 및 구성                                                                                             | 정부 및 구성 | 정부 및 구성 | 의회 (선거) | 공화국 대통령                                                 |
| ------ | --------------------------------- | --------------------------------- | ------------------------------------ | ---------------- | ------------------------------------------------------------ | ---------------------------------- | --- | --- | --- | --- | ------------------------------------------------------------- |
| 1대    |                                   |                                   | 알치데 데 가스페리 (1881년~1954년)   | 1946년 7월 14일  | 1947년 2월 2일                                               | 기독교민주당                       | 데 가스페리 2기                                                                                          | | 민족해방위원회 기민-사회-공산-공화 | 제헌 (1946년) | 엔리코 데 니콜라 (1946년~1948년)                              |
| 1대    | 1947년 2월 2일                    | 1947년 6월 1일                    | 알치데 데 가스페리 (1881년~1954년)   | 데 가스페리 3기  | 민족해방위원회 기민-공산-사회-노민                           | 기독교민주당                       | | | | 제헌 (1946년) | 엔리코 데 니콜라 (1946년~1948년)                              |
| 1대    | 1947년 6월 1일                    | 1948년 5월 24일                   | 알치데 데 가스페리 (1881년~1954년)   | 데 가스페리 4기  |                                                              | 기독교민주당                       | 중도주의 기민-민사-자유-공화                                                                             | | | 제헌 (1946년) | 엔리코 데 니콜라 (1946년~1948년)                              |
| 1대    | 1948년 5월 24일                   | 1950년 1월 27일                   | 알치데 데 가스페리 (1881년~1954년)   | 데 가스페리 5기  | 1대 (1948년)                                                 | 기독교민주당                       | 중도주의 기민-민사-자유-공화                                                                             | 루이지 에이나우디 (1948년~1955년) | | |                                                               |
| 1대    | 1950년 1월 27일                   | 1951년 7월 26일                   | 알치데 데 가스페리 (1881년~1954년)   | 데 가스페리 6기  | 1대 (1948년)                                                 | 기독교민주당                       | 중도주의 기민-민사-공화                                                                                  | 루이지 에이나우디 (1948년~1955년) | | |                                                               |
| 1대    | 1951년 7월 26일                   | 1953년 7월 16일                   | 알치데 데 가스페리 (1881년~1954년)   | 데 가스페리 7기  | 1대 (1948년)                                                 | 기독교민주당                       | 중도주의 기민-공화                                                                                       | 루이지 에이나우디 (1948년~1955년) | | |                                                               |
| 1대    | 1953년 7월 16일                   | 1953년 8월 17일                   | 알치데 데 가스페리 (1881년~1954년)   | 데 가스페리 8기  |                                                              | 기독교민주당                       | 기민 | 루이지 에이나우디 (1948년~1955년) | 2대 (1953년) | |                                                               |
| 2대    |                                   |                                   | 주세페 펠라 (1902년~1981년)          | 1953년 8월 17일  | 1954년 1월 19일                                              | 기독교민주당                       | 펠라 | 루이지 에이나우디 (1948년~1955년) | 2대 (1953년) | 기민-무 자유당과 군주의 지지. |                                                               |
| 3대    |                                   |                                   | 아민토레 판파니 (1908년~1999년)      | 1954년 1월 19일  | 1954년 2월 10일                                              | 기독교민주당                       | 판파니 1기                                                                                               | 루이지 에이나우디 (1948년~1955년) | 2대 (1953년) | 기민 |                                                               |
| 4대    |                                   |                                   | 마리오 셸바 (1901년~1991년)          | 1954년 2월 10일  | 1955년 7월 6일                                               | 기독교민주당                       | 셸바 | 루이지 에이나우디 (1948년~1955년) | 2대 (1953년) | | 중도주의 기민-민사-자유                                       |
| 5대    |                                   |                                   | 안토니오 세니 (1891년~1972년)        | 1955년 7월 6일   | 1957년 5월 20일                                              | 기독교민주당                       | 세니 1기                                                                                                 | 중도주의 기민-민사-자유 | 2대 (1953년) | 조반니 그론키 (1955년~1962년) |                                                               |
| 6대    |                                   |                                   | 아도네 촐리 (1887년~1960년)          | 1957년 5월 20일  | 1958년 7월 2일                                               | 기독교민주당                       | 촐리 | | 2대 (1953년) | 조반니 그론키 (1955년~1962년) | 기민 이하 정당의 외부 지지: 자유-공화-민사-군주-민군주-사회운 |
| (3대)  |                                   |                                   | 아민토레 판파니 (1908년~1999년)      | 1958년 7월 2일   | 1959년 2월 16일                                              | 기독교민주당                       | 판파니 2기                                                                                               | | 중도주의 기민-민사 | 조반니 그론키 (1955년~1962년) | 3대 (1958년)                                                  |
| (5대)  |                                   |                                   | 안토니오 세니 (1891년~1972년)        | 1959년 2월 16일  | 1960년 3월 26일                                              | 기독교민주당                       | 세니 2기                                                                                                 | | 기민 이하 정당의 외부 지지 포함: 자유-군주-민군주-사회운 | 조반니 그론키 (1955년~1962년) | 3대 (1958년)                                                  |
| 7대    |                                   |                                   | 페르난도 탐브로니 (1901년~1963년)    | 1960년 3월 26일  | 1960년 7월 27일                                              | 기독교민주당                       | 탐브로니                                                                                                 | 기민 사회운동과 군주민주 정당의 외부 지지 포함                                                                                           | | 조반니 그론키 (1955년~1962년) | 3대 (1958년)                                                  |
| (3대)  |                                   |                                   | 아민토레 판파니 (1908년~1999년)      | 1960년 7월 27일  | 1962년 2월 22일                                              | 기독교민주당                       | 판파니 3기                                                                                               | 기민 | | 조반니 그론키 (1955년~1962년) | 3대 (1958년)                                                  |
| (3대)  | 1962년 2월 22일                   | 1963년 6월 22일                   | 아민토레 판파니 (1908년~1999년)      | 판파니 4기       |                                                              | 기독교민주당                       | 중도주의 기민-민사-공화 사회당의 외부 지지 포함                                                          | | | 조반니 그론키 (1955년~1962년) | 3대 (1958년)                                                  |
| (3대)  | 1962년 2월 22일                   | 1963년 6월 22일                   | 아민토레 판파니 (1908년~1999년)      | 판파니 4기       | 안토니오 세니 (1962년~1964년)                                | 기독교민주당                       | 중도주의 기민-민사-공화 사회당의 외부 지지 포함                                                          | | | | 3대 (1958년)                                                  |
| 8대    |                                   |                                   | 조반니 레오네 (1908년~2001년)        | 1963년 6월 22일  | 1963년 12월 5일                                              | 기독교민주당                       | 레오네 1기                                                                                               | | 기민 | 4대 (1963년) |                                                               |
| 9대    |                                   |                                   | 알도 모로 (1916년~1978년)            | 1963년 12월 5일  | 1964년 7월 23일                                              | 기독교민주당                       | 모로 1기                                                                                                 | | 중도좌파 "오르가니코" 기민-사회-민사-공화 | 4대 (1963년) |                                                               |
| 9대    | 1964년 7월 23일                   | 1966년 2월 24일                   | 알도 모로 (1916년~1978년)            | 모로 2기         |                                                              | 기독교민주당                       | | | 중도좌파 "오르가니코" 기민-사회-민사-공화 | 4대 (1963년) |                                                               |
| 9대    | 1966년 2월 24일                   | 1968년 6월 25일                   | 알도 모로 (1916년~1978년)            | 모로 3기         | 주세페 사라가트 (1964년~1971년)                              | 기독교민주당                       | | | 중도좌파 "오르가니코" 기민-사회-민사-공화 | 4대 (1963년) |                                                               |
| (8대)  |                                   |                                   | 조반니 레오네 (1908년~2001년)        | 1968년 6월 25일  | 주세페 사라가트 (1964년~1971년)                              | 1968년 12월 13일                   | 기독교민주당                                                                                             | 레오네 2기 | | 기민 | 5대 (1968년)                                                  |
| 10대   |                                   |                                   | 마리아노 루모르 (1915년~1990년)      | 1968년 12월 13일 | 주세페 사라가트 (1964년~1971년)                              | 1969년 8월 6일                     | 기독교민주당                                                                                             | 루모르 1기 | | 중도좌파 "오르가니코" 기민-통합사회-공화 | 5대 (1968년)                                                  |
| 10대   | 1969년 8월 6일                    | 1970년 3월 28일                   | 마리아노 루모르 (1915년~1990년)      | 루모르 2기       | 주세페 사라가트 (1964년~1971년)                              |                                    | 기독교민주당                                                                                             | 기민 | | | 5대 (1968년)                                                  |
| 10대   | 1970년 3월 28일                   | 1970년 8월 6일                    | 마리아노 루모르 (1915년~1990년)      | 루모르 3기       | 주세페 사라가트 (1964년~1971년)                              |                                    | 기독교민주당                                                                                             | 중도좌파 "오르가니코" 기민-사회-민사-공화                                                                                                | | | 5대 (1968년)                                                  |
| 11대   |                                   |                                   | 에밀리오 콜롬보 (1920년~2013년)      | 1970년 8월 6일   | 주세페 사라가트 (1964년~1971년)                              | 1972년 2월 18일                    | 기독교민주당                                                                                             | 콜롬보 | 중도좌파 "오르가니코" 기민-사회-민사-공화 | | 5대 (1968년)                                                  |
| 12대   |                                   |                                   | 줄리오 안드레오티 (1919년~2013년)    | 1972년 2월 18일  | 1972년 6월 26일                                              | 기독교민주당                       | 안드레오티 1기                                                                                           | | 기민 | 조반니 레오네 (1971년~1978년) | 5대 (1968년)                                                  |
| 12대   | 1972년 6월 26일                   | 1973년 7월 8일                    | 줄리오 안드레오티 (1919년~2013년)    | 안드레오티 2기   |                                                              | 기독교민주당                       | 중도주의 기민-민사-자유                                                                                  | 6대 (1972년) | | 조반니 레오네 (1971년~1978년) |                                                               |
| (10대) |                                   |                                   | 마리아노 루모르 (1915년~1990년)      | 1973년 7월 8일   | 1974년 3월 15일                                              | 기독교민주당                       | 루모르 4기                                                                                               | 6대 (1972년) | | 조반니 레오네 (1971년~1978년) | 중도좌파 "오르가니코" 기민-사회-민사-공화                     |
| (10대) | 1974년 3월 15일                   | 1974년 11월 23일                  | 마리아노 루모르 (1915년~1990년)      | 루모르 5기       | 중도좌파 "오르가니코" 기민-사회-민사                         | 기독교민주당                       | | 6대 (1972년) | | 조반니 레오네 (1971년~1978년) |                                                               |
| (9대)  |                                   |                                   | 알도 모로 (1916년~1978년)            | 1974년 11월 23일 | 1976년 2월 12일                                              | 기독교민주당                       | 모로 4기                                                                                                 | 6대 (1972년) | | 조반니 레오네 (1971년~1978년) | 중도주의 기민-공화                                            |
| (9대)  | 1976년 2월 12일                   | 1976년 7월 30일                   | 알도 모로 (1916년~1978년)            | 모로 5기         |                                                              | 기독교민주당                       | 기민 | 6대 (1972년) | | 조반니 레오네 (1971년~1978년) |                                                               |
| (12대) |                                   |                                   | 줄리오 안드레오티 (1919년~2013년)    | 1976년 7월 30일  | 1978년 3월 13일                                              | 기독교민주당                       | 안드레오티 3기                                                                                           | 기민 이하 정당의 외부 지지: 공산 | 7대 (1976년) | 조반니 레오네 (1971년~1978년) |                                                               |
| (12대) | 1978년 3월 13일                   | 1979년 3월 21일                   | 줄리오 안드레오티 (1919년~2013년)    | 안드레오티 4기   |                                                              | 기독교민주당                       | | 기민 이하 정당의 외부 지지: 공산 | 7대 (1976년) | 조반니 레오네 (1971년~1978년) |                                                               |
| (12대) | 1979년 3월 21일                   | 1979년 8월 5일                    | 줄리오 안드레오티 (1919년~2013년)    | 안드레오티 5기   |                                                              | 기독교민주당                       | 중도주의 기민-민사-공화                                                                                  | 산드로 페르티니 (1978년~1985년) | 7대 (1976년) | |                                                               |
| 13대   |                                   |                                   | 프란체스코 코시가 (1928년~2010년)    | 1979년 8월 5일   | 1980년 4월 4일                                               | 기독교민주당                       | 코시가 1기                                                                                               | 산드로 페르티니 (1978년~1985년) | 중도주의 기민-민사-자유 | 8대 (1979년) |                                                               |
| 13대   | 1980년 4월 4일                    | 1980년 10월 18일                  | 프란체스코 코시가 (1928년~2010년)    | 코시가 2기       |                                                              | 기독교민주당                       | 중도좌파 "오르가니코" 기민-사회-공화                                                                     | 산드로 페르티니 (1978년~1985년) | | 8대 (1979년) |                                                               |
| 14대   |                                   |                                   | 아르날도 포를라니 (1925년~2023년)    | 1980년 10월 18일 | 1981년 6월 28일                                              | 기독교민주당                       | 포를라니                                                                                                 | 산드로 페르티니 (1978년~1985년) | 중도좌파 "오르가니코" 기민-사회-민사-공화 | 8대 (1979년) |                                                               |
| 15대   |                                   |                                   | 조반니 스파돌리니 (1925년~1994년)    | 1981년 6월 28일  | 1982년 8월 23일                                              | 이탈리아 공화당                    | 스파돌리니 1기                                                                                           | 산드로 페르티니 (1978년~1985년) | | 8대 (1979년) | 펜타파르티토 기민-사회-민사-공화-자유                         |
| 15대   | 1982년 8월 23일                   | 1982년 12월 1일                   | 조반니 스파돌리니 (1925년~1994년)    | 스파돌리니 2기   |                                                              | 이탈리아 공화당                    | | 산드로 페르티니 (1978년~1985년) | | 8대 (1979년) | 펜타파르티토 기민-사회-민사-공화-자유                         |
| (3대)  |                                   |                                   | 아민토레 판파니 (1908년~1999년)      | 1982년 12월 1일  | 1983년 8월 4일                                               | 기독교민주당                       | 판파니 5기                                                                                               | 산드로 페르티니 (1978년~1985년) | 기민-사회-민사-자유 이하 정당의 외부 지지: 공화 | 8대 (1979년) |                                                               |
| 16대   |                                   |                                   | 베티노 크락시 (1934년~2000년)        | 1983년 8월 4일   | 1986년 8월 1일                                               | 이탈리아 사회당                    | 크락시 1기                                                                                               | 산드로 페르티니 (1978년~1985년) | 펜타파르티토 기민-사회-민사-공화-자유 | 9대 (1983년) |                                                               |
| 16대   | 1986년 8월 1일                    | 1987년 4월 18일                   | 베티노 크락시 (1934년~2000년)        | 크락시 2기       | 프란체스코 코시가 (1985년~1992년)                            | 이탈리아 사회당                    | | | 펜타파르티토 기민-사회-민사-공화-자유 | 9대 (1983년) |                                                               |
| (3대)  |                                   |                                   | 아민토레 판파니 (1908년~1999년)      | 1987년 4월 18일  | 프란체스코 코시가 (1985년~1992년)                            | 1987년 7월 29일                    | 기독교민주당                                                                                             | 판파니 6기 | | 9대 (1983년) | 기민-무                                                       |
| 17대   |                                   |                                   | 조반니 고리아 (1943년~1994년)        | 1987년 7월 29일  | 프란체스코 코시가 (1985년~1992년)                            | 1988년 4월 13일                    | 기독교민주당                                                                                             | 고리아 | | 펜타파르티토 기민-사회-민사-공화-자유 | 10대 (1987년)                                                 |
| 18대   |                                   |                                   | 치리아코 데 미타 (1928년~2022년)     | 1988년 4월 13일  | 프란체스코 코시가 (1985년~1992년)                            | 1989년 7월 23일                    | 기독교민주당                                                                                             | 데 미타 | 펜타파르티토 기민-사회-공화-민사-자유 | | 10대 (1987년)                                                 |
| (12대) |                                   |                                   | 줄리오 안드레오티 (1919년~2013년)    | 1989년 7월 23일  | 프란체스코 코시가 (1985년~1992년)                            | 1991년 4월 13일                    | 기독교민주당                                                                                             | 안드레오티 6기 | 펜타파르티토 기민-사회-민사-공화-자유 | | 10대 (1987년)                                                 |
| (12대) | 1991년 4월 13일                   | 1992년 6월 28일                   | 줄리오 안드레오티 (1919년~2013년)    | 안드레오티 7기   | 프란체스코 코시가 (1985년~1992년)                            | 콰드리파르티토 기민-사회-민사-자유 | 기독교민주당                                                                                             | | | | 10대 (1987년)                                                 |
| 19대   |                                   |                                   | 줄리아노 아마토 (1938년~)            | 1992년 6월 28일  | 1993년 4월 29일                                              | 이탈리아 사회당                    | 아마토 1기                                                                                               | 콰드리파르티토 기민-사회-민사-자유 | 11대 (1992년) | 오스카르 루이지 스칼파로 (1992년~1999년) |                                                               |
| 20대   |                                   |                                   | 카를로 아첼리오 참피 (1920년~2016년) | 1993년 4월 29일  | 1994년 5월 11일                                              | 무소속                             | 참피 | | 11대 (1992년) | 오스카르 루이지 스칼파로 (1992년~1999년) | 기민-사회-좌민-민사-공화-자유-녹련                            |
| 21대   |                                   |                                   | 실비오 베를루스코니 (1936년~2023년)  | 1994년 5월 11일  | 1995년 1월 17일                                              | 전진 이탈리아                      | 베를루스코니 1기                                                                                         | | 자유의 극- 좋은 정부의 극 전진-북동-국동-중기민-중련 | 오스카르 루이지 스칼파로 (1992년~1999년) | 12대 (1994년)                                                 |
| 22대   |                                   |                                   | 람베르토 디니 (1931년~)              | 1995년 1월 17일  | 1996년 5월 18일                                              | 무소속                             | 디니 | | 기술 정부 이하 정당의 외부 지지: 좌민-민중-사회-녹련-조직-사기-북동                                                                                              | 오스카르 루이지 스칼파로 (1992년~1999년) | 12대 (1994년)                                                 |
| 23대   |                                   |                                   | 로마노 프로디 (1939년~)              | 1996년 5월 18일  | 1998년 10월 21일                                             | 중도좌파 무소속                    | 프로디 1기                                                                                               | | 올리브나무 좌민-민중-민련-녹련-혁신-사회 이하 정당의 외부 지지: 공재-민동-공운-공화-세니- 공좌-쥐민-조직-발련                                                    | 오스카르 루이지 스칼파로 (1992년~1999년) | 13대 (1996년)                                                 |
| 24대   |                                   |                                   | 마시모 달레마 (1949년~)              | 1998년 10월 21일 | 1999년 12월 22일                                             | 좌파 민주주의                      | 달레마 1기                                                                                               | 올리브나무 좌민-민중-혁신-민사- 녹련-공산-공민련-조직                                                                                    | | 오스카르 루이지 스칼파로 (1992년~1999년) | 13대 (1996년)                                                 |
| 24대   | 1999년 12월 22일                  | 2000년 4월 26일                   | 마시모 달레마 (1949년~)              | 달레마 2기       | 올리브나무 좌민-민중-민주자-유민련-민사- 녹련-혁신-공산-발련 | 좌파 민주주의                      | 카를로 아첼리오 참피 (1999년~2006년)                                                                     | | | | 13대 (1996년)                                                 |
| (19대) |                                   |                                   | 줄리아노 아마토 (1938년~)            | 2000년 4월 26일  | 2001년 6월 11일                                              | 중도좌파 무소속                    | 카를로 아첼리오 참피 (1999년~2006년)                                                                     | 아마토 2기 | 올리브나무 좌민-민중-민주자-녹련- 공산-유민련-혁신-민사 | | 13대 (1996년)                                                 |
| (21대) |                                   |                                   | 실비오 베를루스코니 (1936년~2023년)  | 2001년 6월 11일  | 2005년 4월 23일                                              | 전진 이탈리아                      | 카를로 아첼리오 참피 (1999년~2006년)                                                                     | 베를루스코니 2기 | | 자유의 집 전진-국동-북동-기중민련-신사회-공화 | 14대 (2001년)                                                 |
| (21대) | 2005년 4월 23일                   | 2006년 5월 17일                   | 실비오 베를루스코니 (1936년~2023년)  | 베를루스코니 3기 |                                                              | 전진 이탈리아                      | 카를로 아첼리오 참피 (1999년~2006년)                                                                     | | | 자유의 집 전진-국동-북동-기중민련-신사회-공화 | 14대 (2001년)                                                 |
| (23대) |                                   |                                   | 로마노 프로디 (1939년~)              | 2006년 5월 17일  | 2008년 5월 8일                                               | 중도좌파 무소속                    | 프로디 2기                                                                                               | | 연합 좌민-민자/민주-공재-손안장- 공산-귀이-녹련-유민련-사회-민기련- 자치-롬동-민좌-자민-유공 이하 정당의 외부 지지: 남민-가이-소련-민련- 쥐민-자자민-남이련-비좌 | 15대 (2006년) | 조르조 나폴리타노 (2006년~2015년)                             |
| (21대) |                                   |                                   | 실비오 베를루스코니 (1936년~2023년)  | 2008년 5월 8일   | 2011년 11월 16일                                             | 자유민중                           | 베를루스코니 4기                                                                                         | | 중도우파 자민-북동-자운-국결-민령-남힘-기민 | 16대 (2008년) | 조르조 나폴리타노 (2006년~2015년)                             |
| 25대   |                                   |                                   | 마리오 몬티 (1943년~)                | 2011년 11월 16일 | 2013년 4월 28일                                              | 무소속                             | 몬티 | | 기술 정부 이하 정당의 외부 지지: 자민-민주-중련-이미자-동맹-급진-자운- 내이민-자유-공화-자민-중동-사회-해이운련                                                  | 16대 (2008년) | 조르조 나폴리타노 (2006년~2015년)                             |
| 26대   |                                   |                                   | 엔리코 레타 (1966년~)                | 2013년 4월 28일  | 2014년 2월 22일                                              | 민주당                             | 레타 | | 대연정 민주-자민/신중우-시선-중련-이민-급진 이하 정당의 외부 지지: 사회-쥐민-트티자치-이민남련- 해이운련-발련-민중-트련-민참행단                                 | 17대 (2013년) | 조르조 나폴리타노 (2006년~2015년)                             |
| 27대   |                                   |                                   | 마테오 렌치 (1975년~)                | 2014년 2월 22일  | 2016년 12월 12일                                             | 민주당                             | 렌치 | | 민주-신중우-시선-중련-연민-민중-사회 이하 정당의 외부 지지: 자자동-쥐민-트티자치-트련- 이민남련-발련-동맹-귀이-해이운련                                          | 17대 (2013년) | 조르조 나폴리타노 (2006년~2015년)                             |
| 28대   |                                   |                                   | 파올로 젠틸로니 (1954년~)            | 2016년 12월 12일 | 2018년 6월 1일                                               | 민주당                             | 젠틸로니                                                                                                 | 민주-신중우/민대-유중-연민-민중-사회 이하 정당의 외부 지지: 자자동-시선-해이운련-쥐민-트티자치-스알- 발련-귀이-트련-이민남련-온건-LC-LPP | 세르조 마타렐라 (2015년~현재) | 17대 (2013년) |                                                               |
| 29대   |                                   |                                   | 주세페 콘테 (1964년~)                | 2018년 6월 1일   | 2019년 9월 5일                                               | 오성계 무소속                      | 콘테 1기                                                                                                 | | 세르조 마타렐라 (2015년~현재) | 오성-북동맹-해이운련 이하 정당의 외부 지지: 자유-사르행-자국운 | 18대 (2018년)                                                 |
| 29대   | 2019년 9월 5일                    | 2021년 2월 13일                   | 주세페 콘테 (1964년~)                | 콘테 2기         |                                                              | 오성계 무소속                      | 오성-민주-생이-자평-해이운련 이하 정당의 외부 지지: 사회-민중-쥐민-발련-트티자치- 연수-민대-SF-유중-온건 | | 세르조 마타렐라 (2015년~현재) | | 18대 (2018년)                                                 |
| 30대   |                                   |                                   | 마리오 드라기 (1947년~)              | 2021년 2월 13일  | 2022년 10월 22일                                             | 무소속                             | 드라기                                                                                                   | | 세르조 마타렐라 (2015년~현재) | 오성-북동맹-전이-민주- 생동-1항-+유-이우-민중 이하 정당의 외부 지지: 행동-용이-사회-중련-트티자치-쥐민- 유중-신사회-그이-èViva-조헌-미시- 온건-연수-사르행-캄우-해이운련-이민남련 | 18대 (2018년)                                                 |
| 31대   |                                   |                                   | 조르자 멜로니 (1977년~)              | 2022년 10월 22일 | 재임중                                                       | 이탈리아의 형제들                  | 멜로니                                                                                                   | | 세르조 마타렐라 (2015년~현재) | 중도우파 형제, 동맹, 전이, 온건 이하 정당의 외부 지지: 용이, 중련, 해외 | 18대 (2022년)                                                 |

## 같이 보기
- 이탈리아의 총리